# Haltestelle Wien Grillgasse
Die Haltestelle Wien Grillgasse befindet sich im 10. Wiener Gemeindebezirk Favoriten an der Grenze zum 11. Gemeindebezirk Simmering. Es halten Regionalzüge und S-Bahn-Züge der Linie S60 im Verkehrsverbund Ost-Region.

## Geschichte
An der Stelle der heutigen Haltestelle Grillgasse wurde am 12. September 1846 mit der Inbetriebnahme der Bahnstrecke Wien-Bruck an der Leitha der Bahnhof Simmering eröffnet. Im Zweiten Weltkrieg wurde die Strecke zweigleisig ausgebaut, dabei wurde auch ein Verbindungsgleis zum neuen Zentralverschiebebahnhof errichtet. Nach dem Krieg wurde das gründerzeitliche Aufnahmegebäude durch einen Zweckbau ersetzt. Am 3. Juni 1973 wurde die Strecke elektrifiziert. Seit September 1986 ist der ehemalige Bahnhof in den Stellbereich des Zentralverschiebebahnhofs integriert. Seither besteht nur mehr eine Haltestelle mit Mittelbahnsteig. Der Name der Station änderte sich im Laufe der Zeit oftmals: 1913 wurde die Station in Simmering Staatsbahnhof, 1922 in Simmering Bundesbahnhof, 1938 in Simmering Hauptbahnhof und 1939 in Simmering Ostbahn umbenannt. Seit 2002 trägt die Haltestelle den Namen Grillgasse.

## Galerie

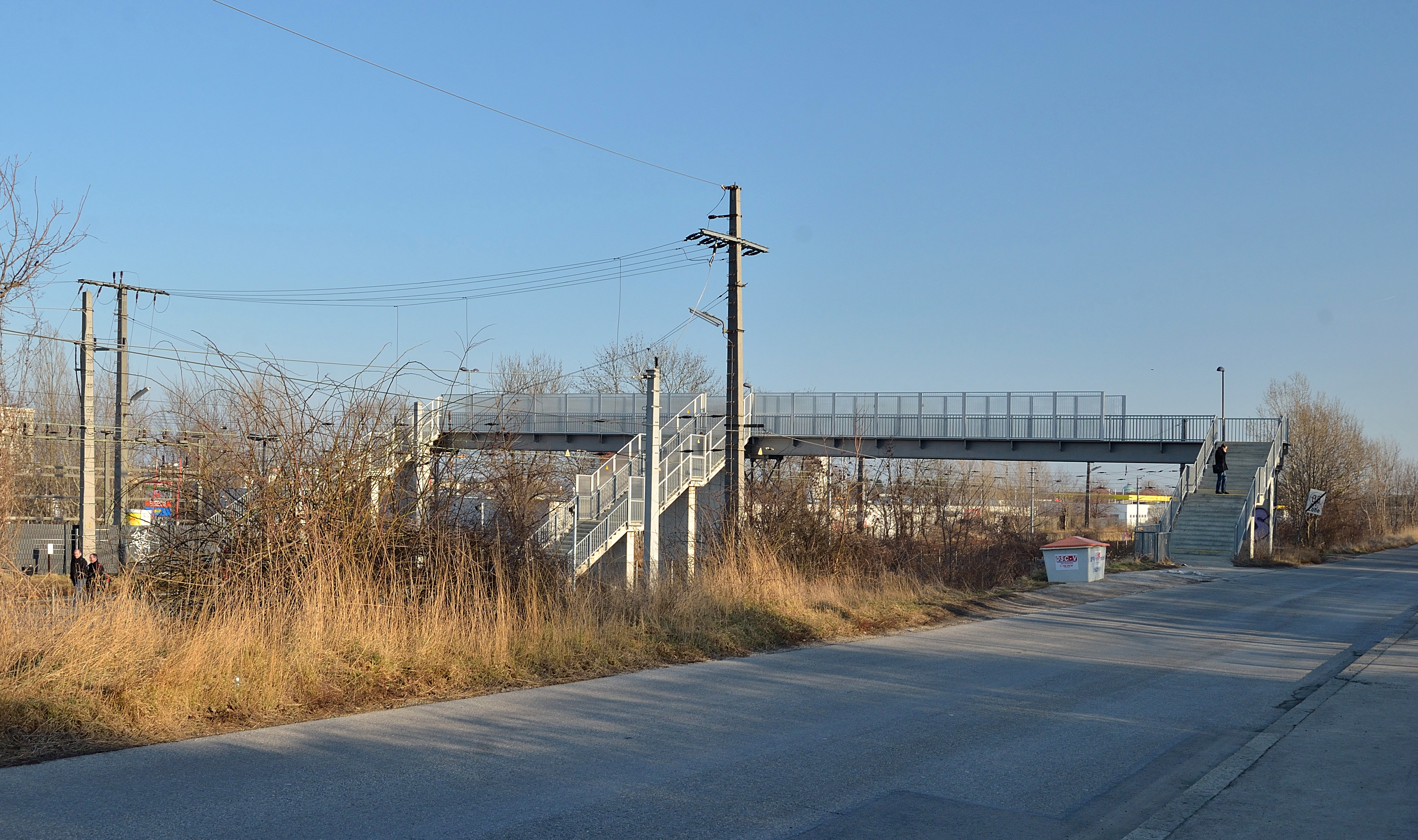
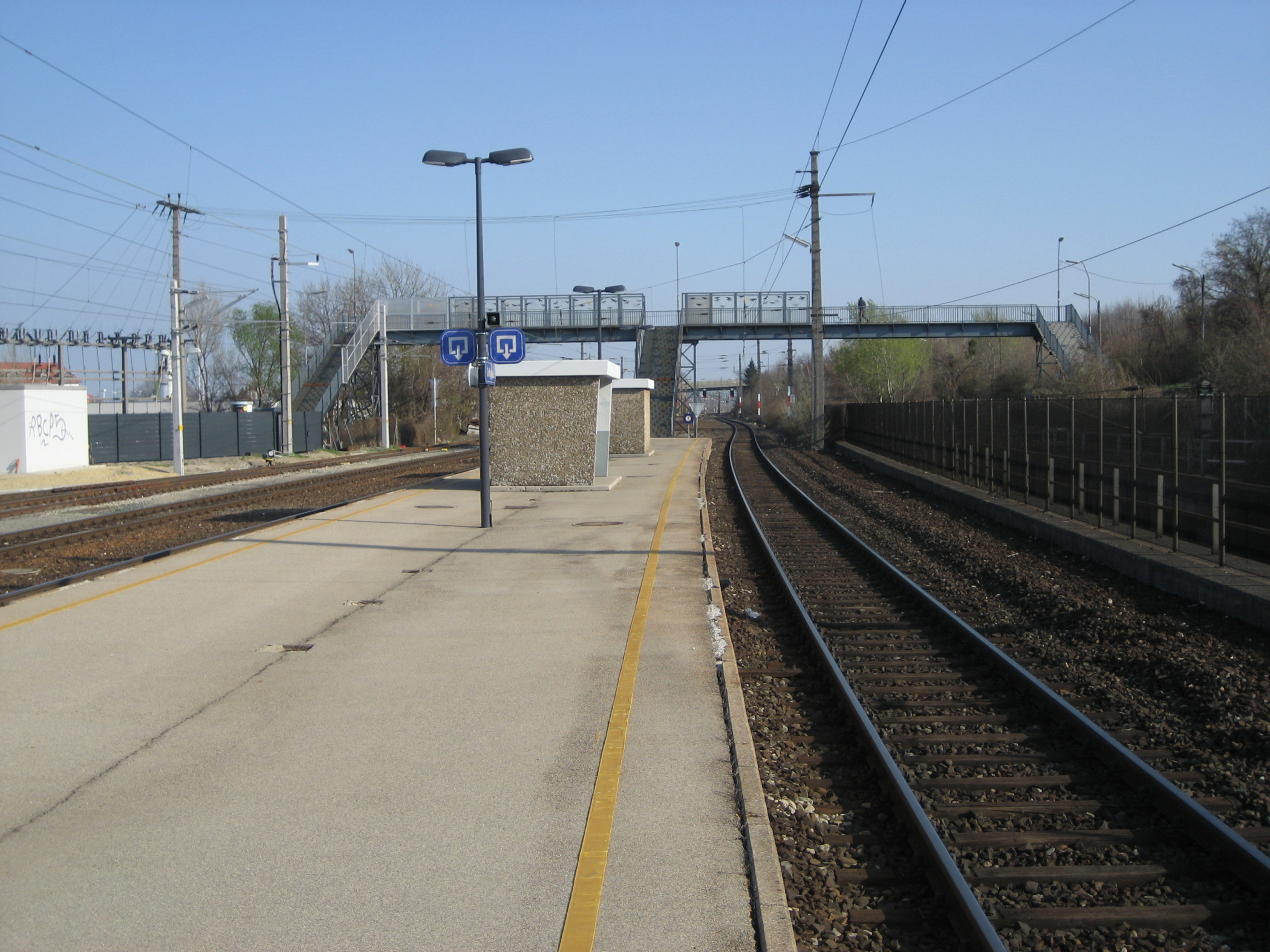
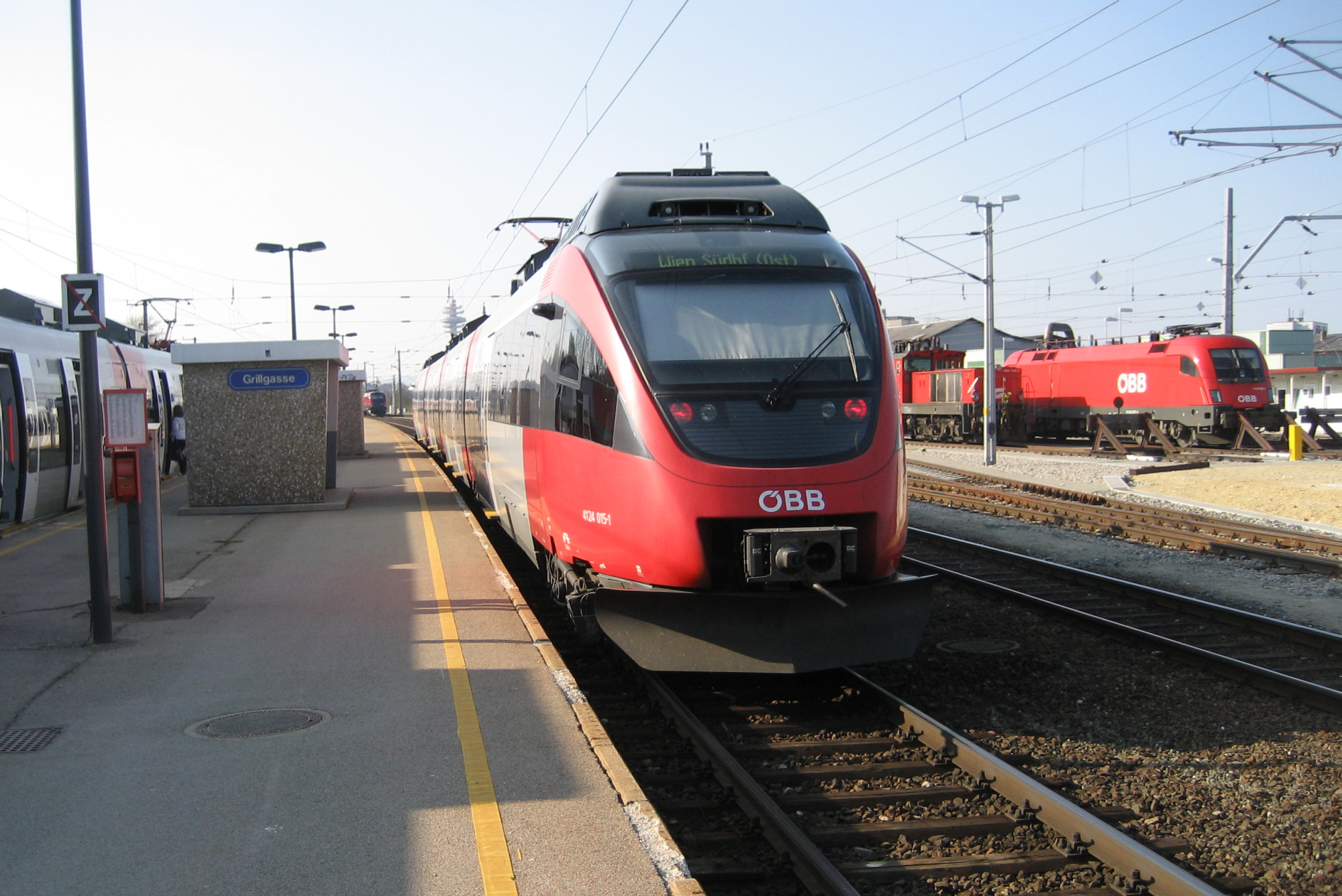

## Linien im Verkehrsverbund Ost-Region
| Linie | Verlauf |
| ----- | --- |
| R REX | Regional- und Regionalexpresszüge nach Bratislava-Petržalka, Deutschkreutz, Eisenstadt, Felixdorf, Fertőszentmiklós, Hegyeshalom, Nickelsdorf, Pamhagen, Wien Hbf, Wiener Neustadt Hbf und Wulkaprodersdorf |
| S60   | Wiener Neustadt Hbf – Ebenfurth – Wien Meidling – Wien Hauptbahnhof – Wien Grillgasse – Kledering – Himberg – Gramatneusiedl – Trautmannsdorf a.d. Leitha – Sarasdorf – Wilfleinsdorf – Bruck an der Leitha |
| 15A   | Bahnhof Meidling, Schedifkaplatz – Stefan-Fadinger-Platz – Altes Landgut – Grillgasse – Enkplatz, Grillgasse                                                                                                |